# Hubert Petschnigg

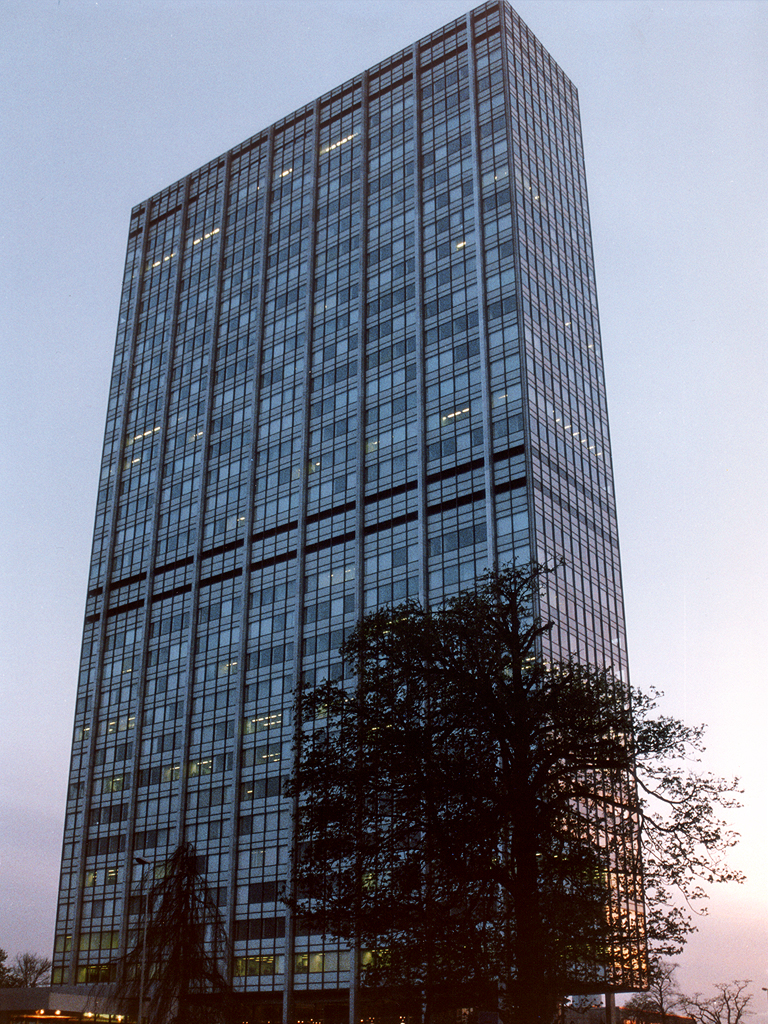
Bayer-Hochhaus i Leverkusen

Hubert Petschnigg, född 1913, död 1997, var en österrikisk arkitekt, en av de mest inflytelserika arkitekterna under efterkrigstiden i Västtyskland.
Petschnigg tog studentexamen i Villach och började studera arkitektur vid Tekniska högskolan i Wien 1934. Studierna avbröts av kriget då han inkallades. Han återupptog studierna vid Tekniska högskolan i Graz 1946 och tog examen 1947. Han började 1948 att arbeta hos Helmut Hentrich och Hans Heuser. Efter Heusers frånfälle 1953 blev Petschnigg delägare och 1959 bildade man arkitektbyrån Hentrich, Petschnigg & Partner (HPP).

## Verk
Flertalet tillsammans med arkitektbyrån Hentrich, Petschnigg & Partner (HPP)
- Bayer-Hochhaus i Leverkusen (1963)
- BASF-Hochhaus i Ludwigshafen
- Carsch-Haus i Düsseldorf
- VEBA:s huvudkontor i Düsseldorf (1974)
- Finnlandhaus i Hamburg (1966)
- IBM:s kontor i Düsseldorf (1978)
- Delstaten Nordrhein-Westfalens inrikesministerium i Düsseldorf (1980)
- Rheinisch-Westfälisches Institut für Wirtschaftsforschung-Haus i Düsseldorf (1973)
- Ruhruniversitetet i Bochum
- Silberpalais i Duisburg (1978)
- Standard Bank Centre i Johannesburg (1970)
- Sternhaus i Düsseldorf (1972)
- Thyssen-Haus i Düsseldorf (1960)
- Trinkaus-Center i Düsseldorf (1975)
- TÜV Rheinland:s byggnad i Köln (1974)
- Westdeutscher Rundfunk (Vierscheibenhaus) i Köln (1970)